# 吉仙國家公園
吉仙國家公園是越南南部同奈省、林同省二省交界處的一座國家公園，位於胡志明市北方150公里處，占地71920公頃，是越南最重要、面積最大的國家公園之一，可分為南吉仙、西吉仙與吉祿犀牛保護區等三個部分，其中南吉仙於1978年即被規劃為自然保護區，1998年三個保護區被合併為吉仙國家公園。因外側有同奈河流經，吉仙國家公園中有區域會季節性氾濫，其中氾濫區蒲筲（Bàu Sấu）於2005年被列入拉姆薩公約重要濕地。
吉仙國家公園的生態資源豐富，是許多原生種與特有種動植物的棲地，包括紅頰黑猿、亞洲黑熊與亞洲象等，並有吉仙小頭蛇、吉仙軸櫚與吉仙鬆芝等許多新種生物在此被發現。1988年，極為罕見的越南爪哇犀牛出現於此，促成1992年吉祿犀牛保護區的建立與後續監測保育計畫，不過2010年該亞種的最後一隻個體在此被盜獵殺害而滅絕。吉仙國家公園內有斯丁族與麻族等原住民居住，近年來有許多外來人口移入鄰近地區，對公園的環境造成威脅。

## 歷史

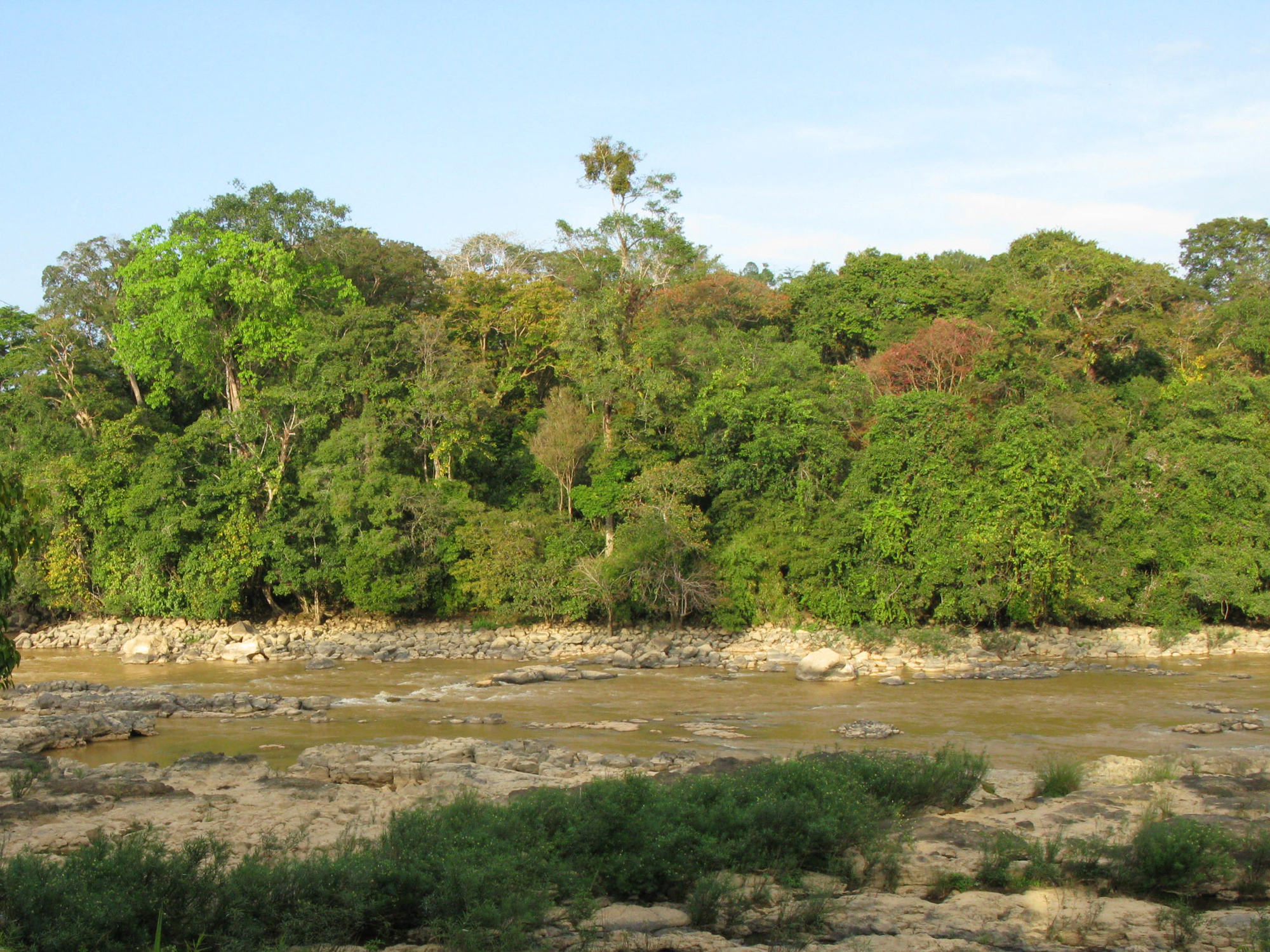
乾季時的林相

吉仙國家公園可分為三個區域，即位於同奈省的南吉仙（Nam Cát Tiên、佔地約40000公頃）、西吉仙（Tây Cát Tiên、佔地約4000公頃）與林同省的吉祿犀牛保護區（Cát Lộc、佔地約27000公頃），其中南吉仙與西吉仙相連，吉祿則在其北方約5公里處，初建時曾有計畫將其與南吉仙連成一體，但未能實行。吉仙國家公園的園區曾為越南戰爭戰場，林相受美軍噴灑的落葉劑破壞嚴重:29。1978年，越南政府指定南吉仙約35000公頃的土地為自然保護區並展開造林工作，1986年又提出規劃西吉仙為保護區。1988年附近地區有極為罕見的越南爪哇犀牛被發現，因此於1992年成立吉祿犀牛保護區，同年越南政府公告南吉仙保護區為國家公園:27。1998年，南吉仙、西吉仙與吉祿被合併為吉仙國家公園。2001年，聯合國教科文組織（UNESCO）認定吉仙國家公園為生物圈保護區。2005年，拉姆薩公約秘書處認定公園內的蒲筲（Bau Sau）為重要濕地（Ramsar site），編號為1499，是越南繼春水國家公園後的第二處重要濕地。

## 生態
吉仙國家公園的海拔介於200公尺至600公尺間，但有一些較陡的山坡，當地氣候為熱帶季風氣候，年降雨量約2300毫米，年均溫則為攝氏15度至35度:28。公園外側有同奈河流經:29。

### 植物

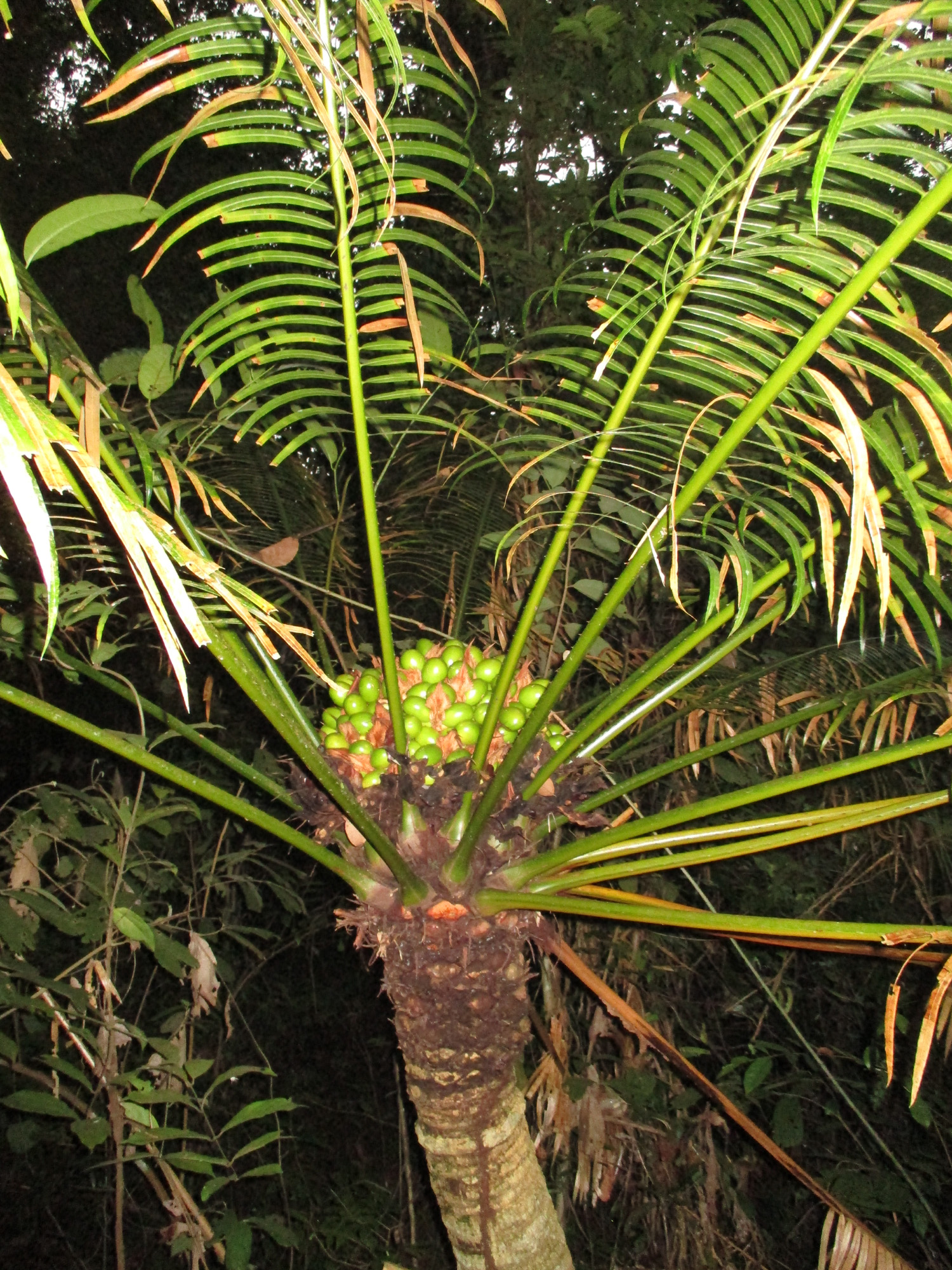
无刺苏铁（攝於吉仙國家公園）

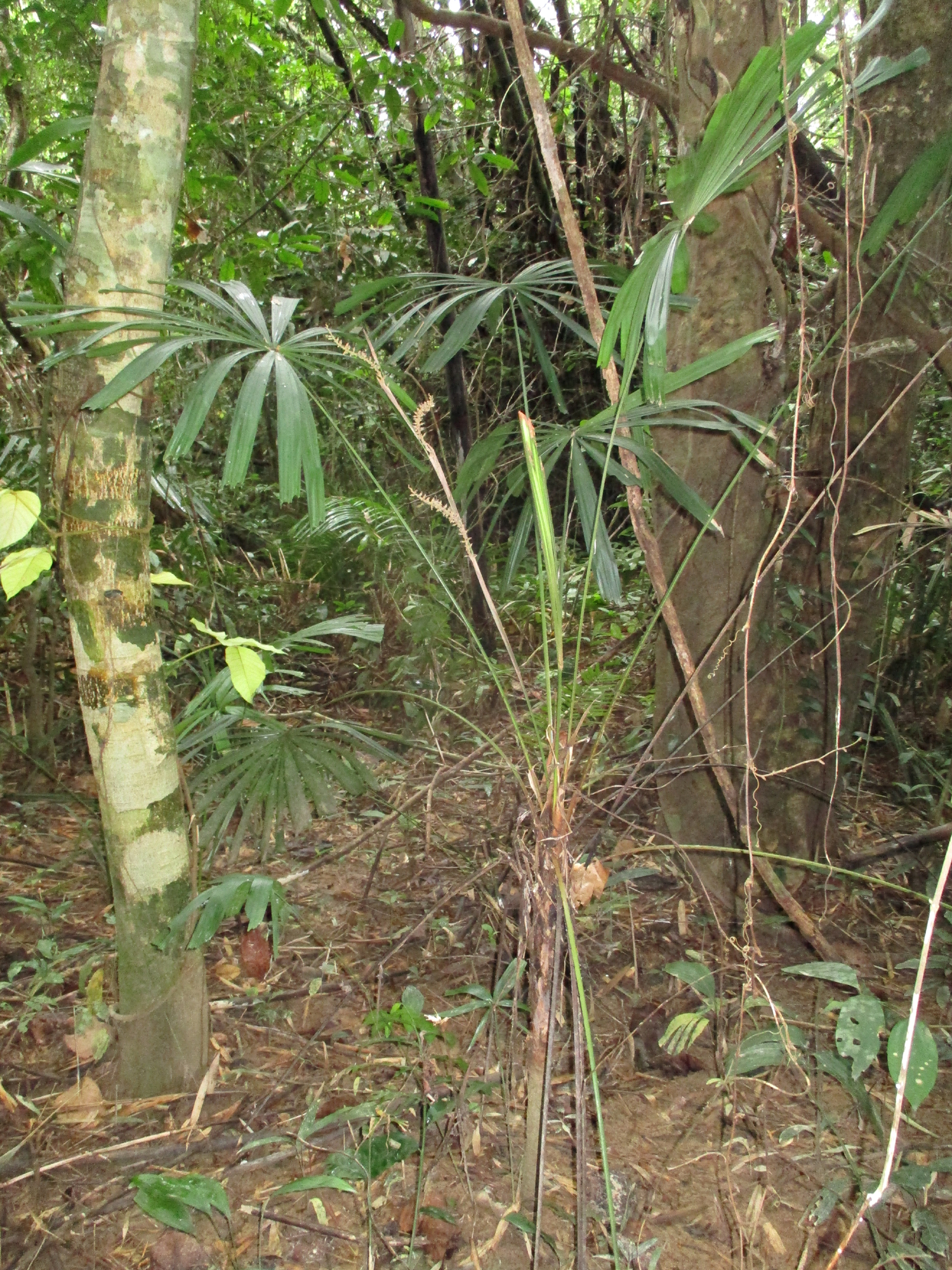
吉仙軸櫚

UNESCO將吉仙國家公園內的林相分為五大類，包括大葉常綠林（樹種包括緬茄、乳状黄檀、具翼龙脑香與缠结龙脑香等）、落葉林（於乾季落葉，樹種包括副萼紫薇木、四數木與榆綠木等，並有越南中南部的特有種无刺苏铁）、次生林（樹種包括副萼紫薇木、鐵力木與木莢豆與竹林樹種）、竹林（樹種主要為Bambusa procera與滇竹等）與季節性氾濫區（約2500公頃，較大的氾濫區包括蒲筲、蒲雀、蒲加等）。據統計公園內共有162個科共1610種植物。
2008年，有一新種棕櫚樹吉仙軸櫚（Licuala cattienensis）被描述發表，樣本採集自吉仙國家公園，為越南南部的特有種。

### 動物

#### 哺乳動物
據UNESCO統計，吉仙國家公園有約100種哺乳動物，其中靈長類有紅頰黑猿、黑腳白臀葉猴、印支銀葉猴、短尾猴、食蟹獼猴、北方豚尾獼猴、小懶猴；食肉類有馬來熊、亞洲黑熊、緬甸鼬獾、黃喉貂、亞洲小爪水獺、食蟹獴、熊狸、大靈貓、椰子貓、小齒狸、石虎、印度支那虎、豹、雲豹、金貓與漁貓等；蝙蝠有狐蝠科5種、假吸血蝠科2種、菊頭蝠科6種、葉鼻蝠科3種與蝙蝠科14種；其他還有巽他鼯猴、亞洲象、馬來穿山甲、印度野牛、爪哇野牛、野豬、小鼷鹿、赤麂、水鹿、緬甸野兔等。

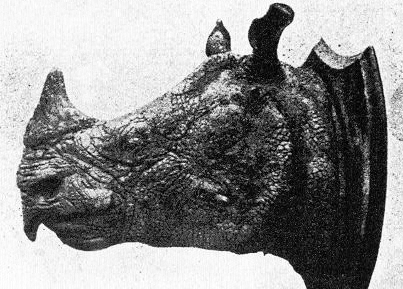
新加坡國家博物館收藏的越南爪哇犀牛頭部標本

吉仙國家公園內過去曾有現已滅絕越南爪哇犀牛。越南爪哇犀牛為爪哇犀牛的一個亞種，十九世紀時曾大量分布在中南半島各地，但二十世紀時數量因過度捕獵而大減，1970年代後就沒有被發現的紀錄，一度被認為已經滅絕。1988年，一隻越南爪哇犀牛在現為吉仙國家公園的區域被獵殺，使研究人員重新發現此亞種，翌年的野外調查顯示當地可能有10至15隻的犀牛族群。1992年，越南政府在發現犀牛的地區成立了吉祿犀牛保護區，位於南吉仙和西吉仙北側約五公里處，並於1998年合併為吉仙國家公園。1999年，1998年至2004年，世界自然基金會執行了吉仙國家公園保育計畫（Cat Tien National Park Conservation Project, CTNPCP），其中越南爪哇犀牛便是計劃的一旗艦種，有兩支犀牛監測小隊先後成立，並以相機陷阱拍攝到數張越南爪哇犀牛的相片，為史上首次拍攝到此亞種的紀錄。研究人員多次透過分析犀牛糞便中的基因序列，判定當地犀牛族群為1-6隻不等。
另外亦有計畫將吉祿保護區範圍內的四個村莊遷村，2003年至2006年有兩個村莊成功遷走，但另兩村因政府與國際組織未能達成共識而未能遷移。CTNPCP結束後，保育與監測工作仍持續進行，2009年10月至2010年4月，世界自然基金會的研究人員觀測紀錄犀牛糞便的位置並取樣分析，不過後兩個月未有發現任何犀牛糞便或腳印，不久後研究人員發現一隻被盜獵的犀牛遺體，其中腿部中彈，且角已被砍去，又糞便分析顯示所有糞便均來自同一隻犀牛，意即當地僅存一隻犀牛個體，被盜獵後越南爪哇犀牛即滅絕。現時爪哇犀牛僅存的一個亞種只分布於印尼爪哇的烏戎庫隆國家公園中，約有60個個體，可能是世上數量最少的大型哺乳動物。

#### 鳥類
據UNESCO統計，吉仙國家公園有348種鳥類，包括原雞、綠孔雀、眼斑孔雀雉、戴氏鷴、橙颈山鹧鸪、藍耳翠鳥、斑魚狗、冠斑犀鳥、花冠皺盔犀鳥、雙角犀鳥、斑腹八色鶇、藍翅八色鳥、红臀拟鴷、黑紅闊嘴鳥、暗闊嘴鳥、斑闊嘴鳥、灰臉紋胸巨鶥、多種啄木鳥、南美鸛、白頸鸛、白翅棲鴨，以及魚鷹、灰頭魚鵰、渔雕、大冠鷲、紅腿小隼等猛禽。

#### 爬行類
據UNESCO統計，吉仙國家公園有79種爬行類，包括暹羅鱷、吉仙彎腳虎（越南南部的特有種，得名自吉仙國家公園）、山角蜥、長鬣蜥、斑飛蜥、印度蜓蜥、澤巨蜥、網紋蟒、吉仙小頭蛇（越南南部的特有種，得名自吉仙國家公園）、綠瘦蛇、Gonyosoma oxycephalum、綠林蛇、紅脖頸槽蛇、棱鱗鈍頭蛇、茶斑蛇、金環蛇、馬來環蛇、眼鏡王蛇、泰國眼鏡蛇等。

#### 其他動物

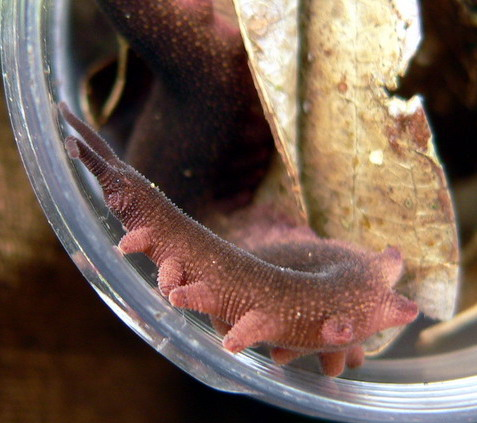
龍貓櫛蠶

據UNESCO統計，吉仙國家公園共有133種魚類（園方則統計有159種）；昆蟲則有751種，其中蝴蝶即有457種（園方統計為439種）。
2007年，莫斯科國立大學與越南-俄羅斯熱帶中心的研究人員在吉仙國家公園採集到了新種櫛蠶，2010年由越南研究人員發表描述，為在越南發現的第一種櫛蠶，2013年由萊比錫大學研究人員正式發表命名，並在標本的最初發現者要求下以日本動畫角色龍貓為名，定名為龍貓櫛蠶（Eoperipatus totoro）。
2011年，吉仙國家公園有一小甲螨属的新種蟎類Oribatella umaetluisorum與Adrodamaeus屬的新種蟎類Arthrodamaeus vietnamicus 被發表描述，且同年底又有四種從該公園土壤中採集的甲蟎新種被發表。2014年，有研究人員從吉仙國家公園的湖泊與池塘中發現盤腸蚤屬的一新種Chydorus idrisi。2015年，有一竹節蟲的新屬Lobofemora被發表，包含三個越南的竹節蟲新種，其中模式種黑天使竹節蟲便是自吉仙國家公園採集。2017年，吉仙又有一长尾蜓属的新種蜻蜓吉仙長尾蜓（Gynacantha cattienensis）被發表描述。2018年，Eustigmaeus屬一新種蟎類Eustigmaeus vietnamiensis被發表描述，採集於吉仙國家公園中榕樹的樹皮上，為網背蟎科的類群首度在越南被發現。
以下為攝於吉仙國家公園中的動物圖像。

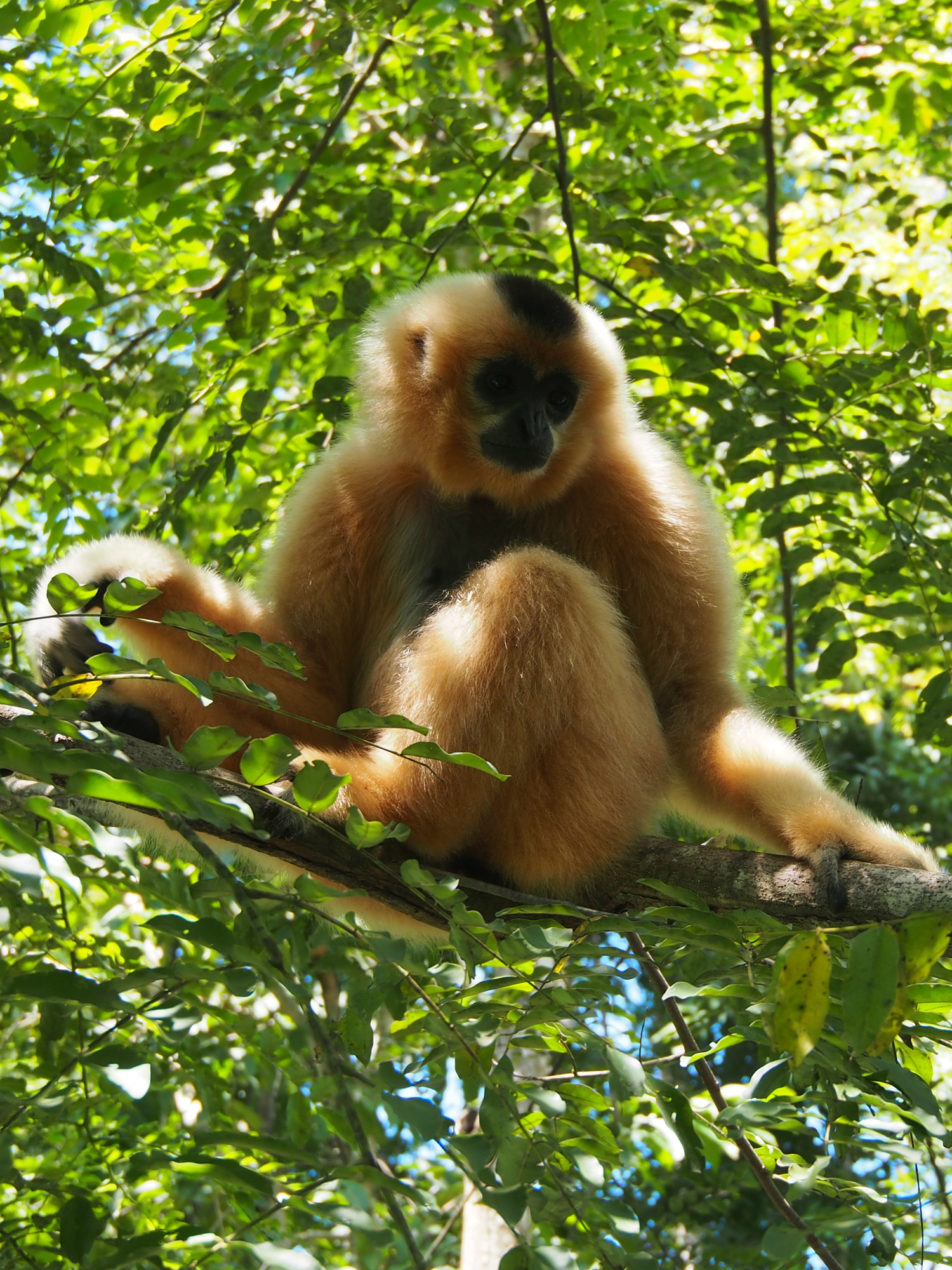
紅頰黑猿
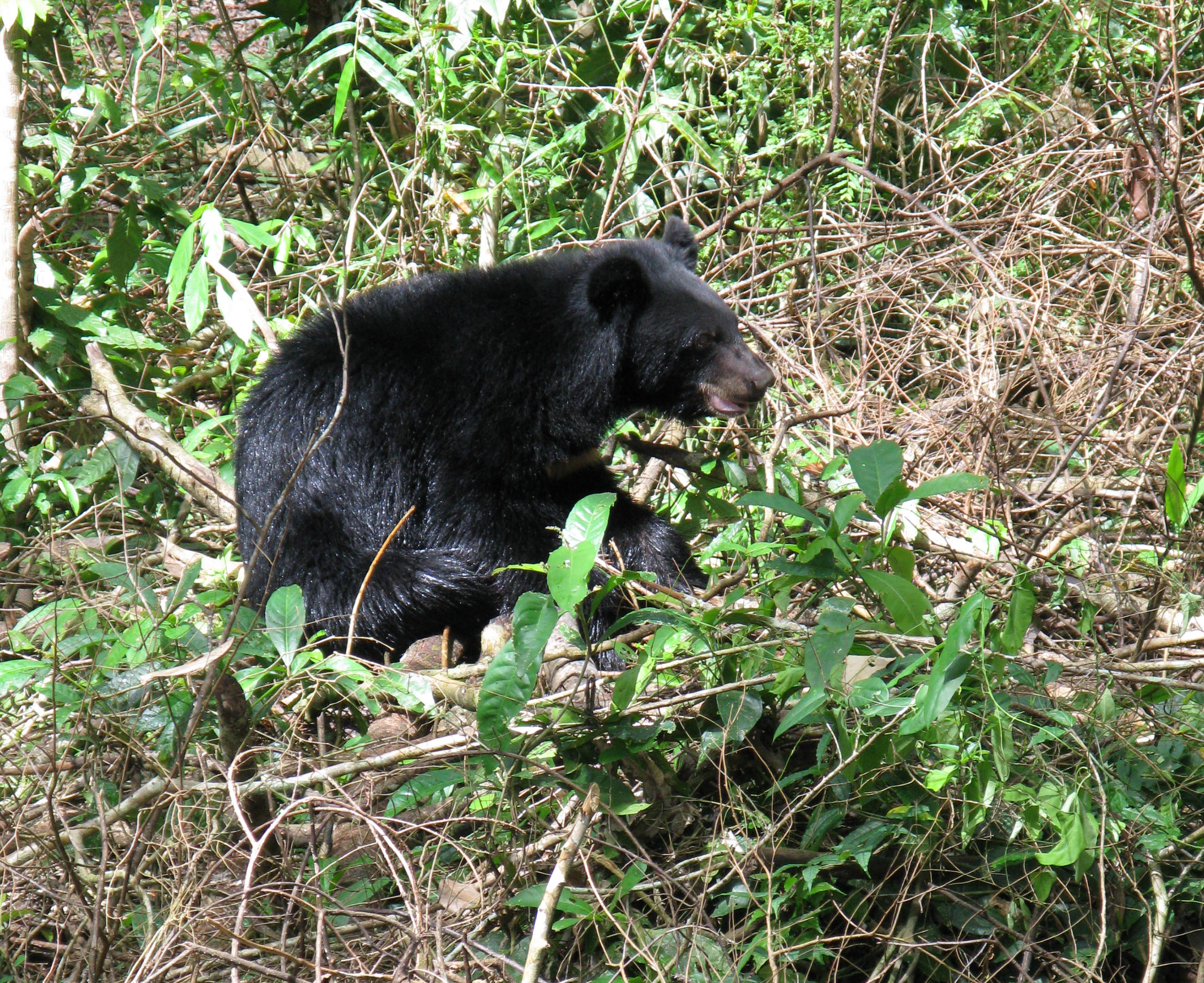
亞洲黑熊
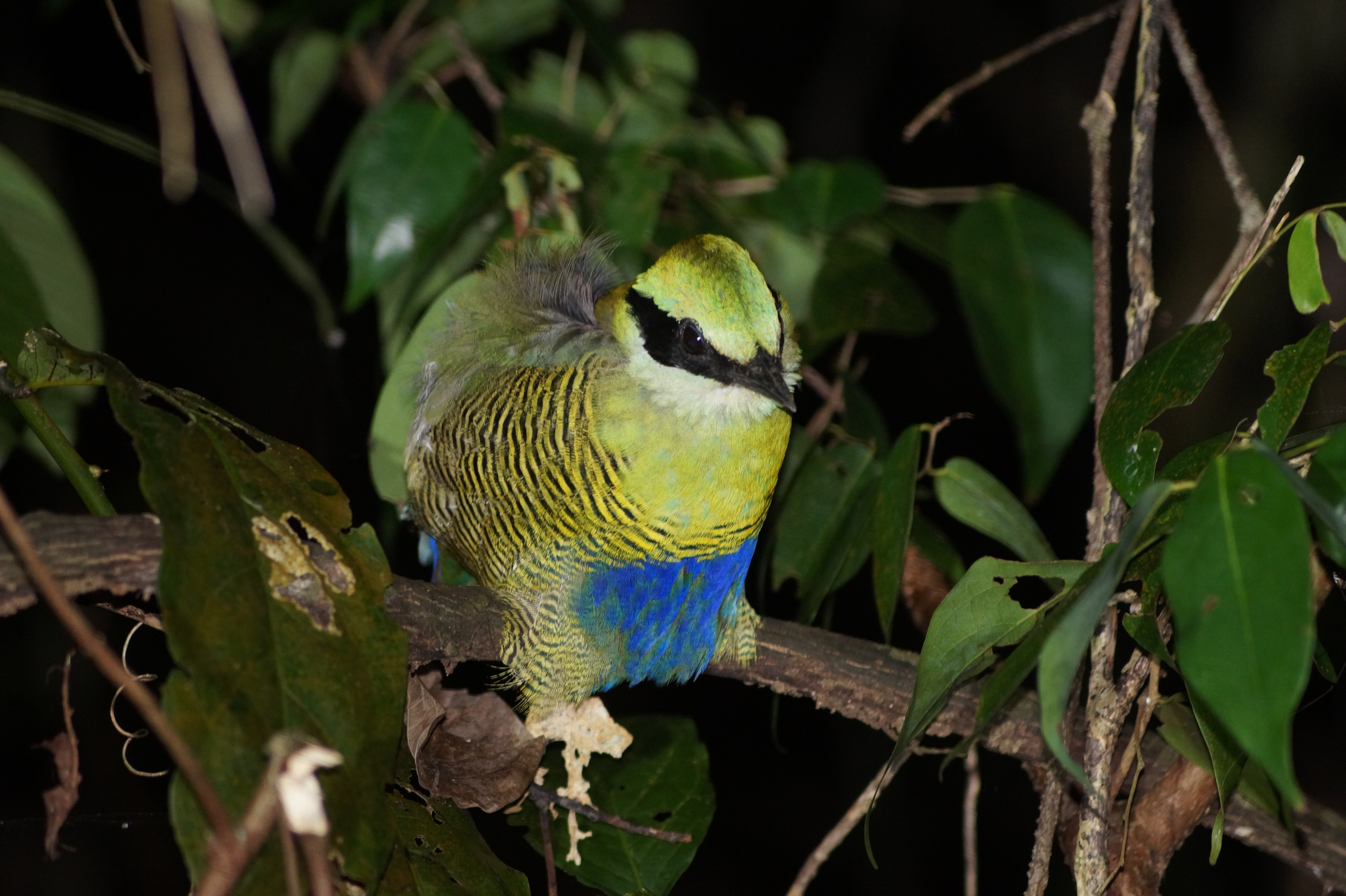
斑腹八色鶇
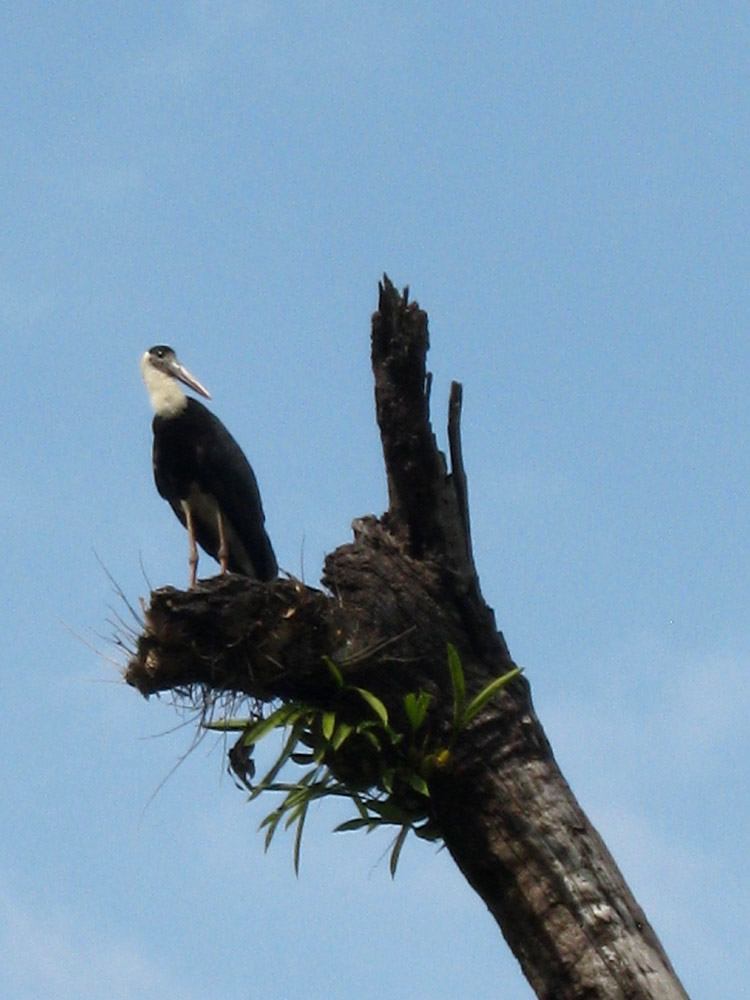
白頸鸛
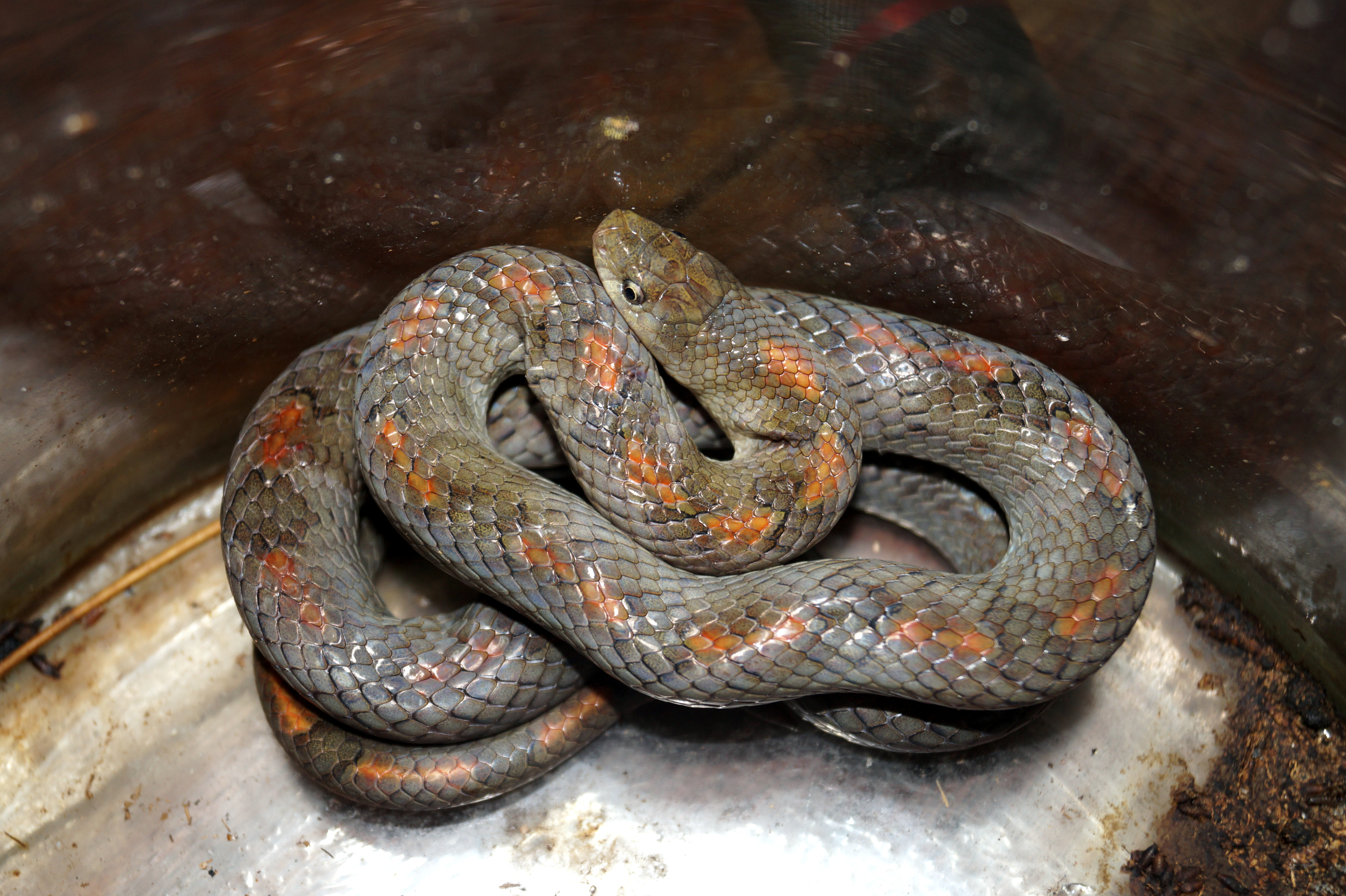
吉仙小頭蛇
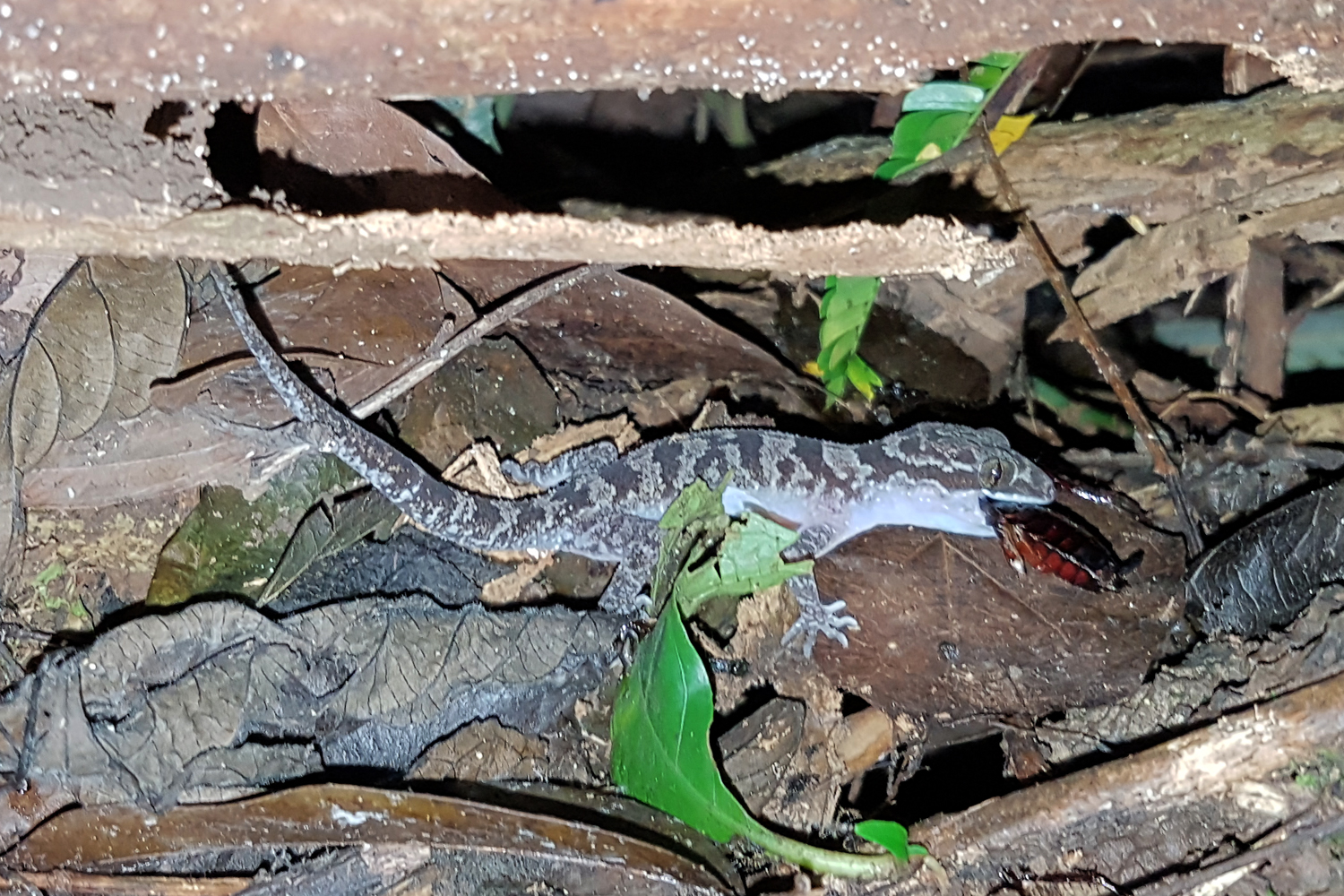
吉仙彎腳虎
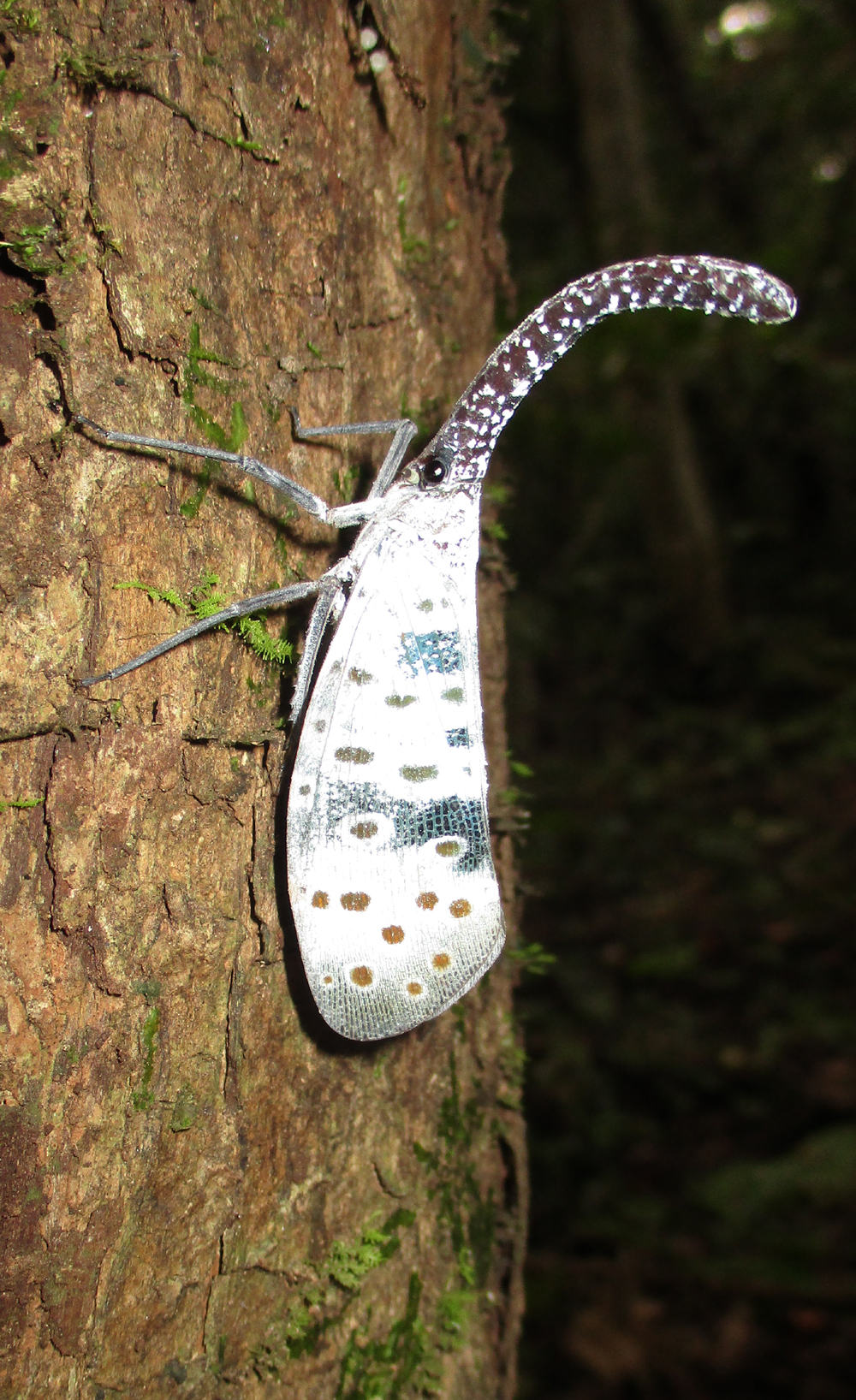
Pyrops coelestinus

### 其他
2012年，鬆芝屬的一新種真菌吉仙鬆芝（Tomophagus cattienensis）被發表描述，經形態與轉錄間隔區的序列分析被認定為新種。2014年，座囊菌綱的一新屬Braunomyces與其下唯一物種Braunomyces dictyosporus被發表描述，樣本採集於吉仙國家公園中的落葉。2016年，有研究人員發表了子囊菌門新葚孢屬的新種Neosporidesmium subramanianii，為自吉仙國家公園中甜根子草的枯葉上採集。同年還有魚鱗藻屬的兩新種藻類Mallomonas distinguenda與Mallomonas skvortsovii被發表，皆採集自吉仙國家公園的沼澤中。

## 人類活動

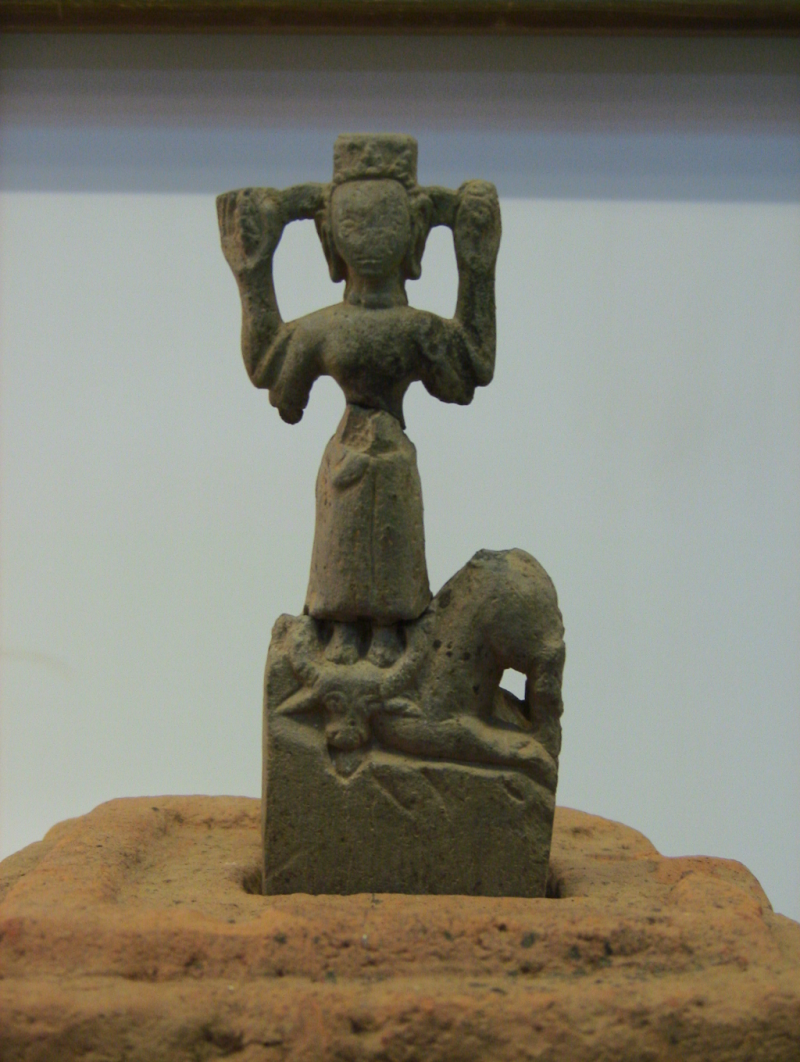
吉仙遺址出土雪山神女騎乘牛魔摩西娑蘇羅的雕像

吉仙國家公園中的原住民為斯丁族與麻族，皆從事輪耕與狩獵採集。1980年代中期，現為吉仙國家公園及其周邊的地區有多處被劃為新經濟區，使許多外來人口移入此區，造成嚴重的植被破壞與土地利用問題，且由於政府部門間的協調不彰，直至1992年吉祿犀牛保護區成立後，該保護區內仍有相當部分是新經濟區的範圍。2000年統計顯示吉仙國家公園內的居民有9484人，其中約四分之一（2798人）為當地原住民:33。
吉仙國家公園周邊為人口稠密的地區，當地人耕地的擴張、刀耕火種與放牧、盜獵等活動都對此公園的生態造成威脅。越南戰爭後，隨著先進武器和外來盜獵者的大量進入，老虎、犀牛與大象等動物的族群都因過度捕獵而銳減，非法砍伐也一度經常發生。近年來在當地人與外界關注下盜獵與盜伐逐漸減少:35，世界自然基金會並與當地原住民合作以發展生態旅遊產業。

### 考古遺址
吉仙國家公園外圍有考古遺址吉仙遺址，該遺址最早於1985年被發現，至2006年經歷八次挖掘，出土有多座神廟的遺跡與多件文物，經考證該遺址可能屬於一存在於四世紀至九世紀、受印度教影響的古文明，且可能與澳盖文化和占婆有關。

## 註腳
1. 1 2 3 4  族群可能已消失。

## 外部連結
- Cat Tien National Park: further information including species lists（页面存档备份，存于）
- Video: Cat Tien National Park in Vietnam （页面存档备份，存于）
- Gibbon rehabilitation at Cat Tien （页面存档备份，存于）
- WWF in Cat Tien
- Wildlife rescue centre based in HCMC - helps fund moon bear project in Cat Tien National Park. （页面存档备份，存于）
- Thanh, Dinh; Kimihiko, Hyakumura; Kazuo, Ogata. . InTech. 2012-03-14  [2016-07-10]. doi:10.5772/33021. （原始内容存档于2021-01-10） （英语）.